# Raoul Cédras
Joseph Raoul Cédras (9 de julho de 1949) é um ex-oficial militar haitiano que foi o líder de fato do Haiti de 1991 a 1994.

## Antecedentes
Cédras foi escolhido pelos EUA e pela França para ser responsável pela segurança nas eleições gerais haitianas, 1990–1991, e posteriormente nomeado comandante-em-chefe do exército por Jean-Bertrand Aristide no início de 1991. Sob Aristide, Cédras "foi uma fonte importante para a CIA, fornecendo relatórios críticos do presidente Aristide."

## Líder de facto do Haiti (1991–1994)
Cédras era um tenente-general das Forças Armadas do Haiti e foi responsável pelo Golpe de Estado no Haiti em 1991 que derrubou o presidente Jean-Bertrand Aristide em 29 de setembro de 1991.[carece de fontes?]
Alguns grupos de direitos humanos criticaram o governo de Cédras, alegando que pessoas inocentes foram mortas pelos militares da FAdH e unidades paramilitares da FRAPH. O Departamento de Estado dos EUA disse em 1995 que nos três anos seguintes ao golpe "observadores internacionais estimaram que mais de 3.000 homens, mulheres e crianças foram assassinados por ou com a cumplicidade do regime golpista do Haiti".
Enquanto continua sendo o líder "de facto" do Haiti como comandante das forças armadas do país, Cédras não mante uma posição como chefe de Estado, preferindo ter outros políticos como presidentes oficiais. Conforme exigido pelo artigo 149 da Constituição haitiana de 1987, o Parlamento do Haiti nomeou o juiz da Suprema Corte Joseph Nérette como presidente provisório, para ocupar o cargo até que as eleições pudessem ser realizadas. As eleições foram planejadas para dezembro de 1991, mas Nérette renunciou e foi substituída de forma não democrática pelo juiz da Suprema Corte Émile Jonassaint.[carece de fontes?]
Sob a delegação do presidente dos EUA Bill Clinton, o ex-presidente Jimmy Carter, acompanhado pelo senador Sam Nunn e general Colin Powell, instou o presidente provisório Émile Jonassaint a abrir mão de seu controle em 1994, para evitar uma potencial invasão. Jonassaint renunciou.
O general Cédras havia indicado seu desejo de permanecer no Haiti. No entanto, os americanos não acharam que essa era a melhor solução e convenceram o general de que, no interesse nacional, ele deveria considerar a partida para o Panamá. Os Estados Unidos teriam dado US$ 1 milhão a Cédras e alugado três propriedades como incentivo para deixar o poder.

## Vida
Depois de deixar o Haiti, Cédras foi para o Panamá, onde permanece. Aristide então retornou ao poder no Haiti e foi forçado a renunciar novamente em 2004.